# Nordbräken
Nordbräken (Dryopteris expansa) är en växtart i familjen ormbunksväxter.